# Seznam přehradních nádrží na Ukrajině
Přehled přehradních nádrží (ukrajinsky водосховище) na Ukrajině, seřazen podle rozlohy vodní plochy vzniklé za přehradní hrází. Na Ukrajině je celkem více než 23 000 rybníků a přehradních nádrží.
| přehrada             | oblast                                  | rozloha (km²) | řeka          |
| -------------------- | --------------------------------------- | ------------- | ------------- |
| Kremenčucká přehrada | Poltavská, Kirovohradská, Čerkaská      | 2252          | Dněpr         |
| Kachovská přehrada   | Chersonská, Dněpropetrovská, Záporožská | 2150          | Dněpr         |
| Kyjevská přehrada    | Kyjevská, Černihivská, Bělorusko        | 925           | Dněpr         |
| Kaněvská přehrada    | Kyjevská, Čerkaská                      | 675           | Dněpr         |
| Kamjanská přehrada   | Poltavská, Kirovohradská, Čerkaská      | 567           | Dněpr         |
| Dněperská přehrada   | Dněpropetrovská, Záporožská             | 420           | Dněpr         |
| Dněsterská přehrada  | Charkovská, Chmelnycká, Vinnycká        | 142           | Dněstr        |
| Oskolská přehrada    | Charkovská, Doněcká                     | 130           | Oskol         |
| Pečenizská přehrada  | Charkovská                              | 86,2          | Severní Doněc |